# Рикса фон Верле
Рикса фон Верле (на немски: Rixa von Werle; * ok. 1270, † 26 ноември 1317) е чрез женитба княгиня на Брауншвайг-Волфенбютел и Гьотинген.

## Живот
Дъщеря е на Хайнрих I (1245 – 1291) от Господство Верле и първата му съпруга Рикитса Биргерсдатер († 1288), дъщеря на Биргер Ярл и съпругата му Ингеборг Ериксдотер.
Рикса се омъжва на 10 януари 1282 или 1284 г. за Албрехт II (1268 – 1318) от род Велфи, херцог на Брауншвайг-Люнебург и от 1268 до 1318 г. княз на Княжество Брауншвайг-Волфенбютел и Княжество Гьотинген.

## Деца
Рикса и Албрехт II имат децата:
- Аделхайд (1290 – 1311), омъжена за Йохан фон Хесен († 1311)
- Ото (* 24 юни 1292, † 30 август 1344), княз на Княжество Брауншвайг-Волфенбютел и Княжество Гьотинген
- Матилда (* 1293, † 1 юни 1356), омъжена за Хайнрих V фон Хонщайн-Зондерсхаузен (1290 – 1356)
- Албрехт II (1294 – 1358), епископ на Халберщат от 1325 г.
- Вилхелм (1295 – 1318), рицар на Немския орден
- Хайнрих III (1297 – 1363), епископ на Хилдесхайм от 1331 г.
- Рихенза (1298 – 26 април 1317), монахиня в манастир Винхаузен
- Йохан (1300 – 1321), рицар на Немския орден
- Бруно (1303 – 31 октомври 1306)
- Магнус I (1304 – 1369), княз на Княжество Брауншвайг-Волфенбютел
- Ернст I (1305 – 1367), княз на Княжество Гьотинген
- Людер (* 1307, † 17 май 1319)
- Юдит/Юта (1309 – 1332)